# Ioan Lupaș
Ioan Lupaș (n. 9 august 1880, Săliște, comitatul Sibiu – d. 3 iulie 1967, București) a fost un istoric și om politic român, membru al Academiei Române din anul 1916.

## Biografie

Bustul lui Ioan Lupaș de pe Aleea Academicienilor din Săliște

A urmat studiile secundare la Sibiu și la Școalele Centrale Române greco-ortodoxe din Brașov, iar pe cele universitare la Universitatea din Budapesta (1900-1904) și Berlin (1904-1905). Doctor în filosofie (1905). Profesor de istorie bisericească la Institutul Teologic-Pedagogic Andreian din Sibiu (1905-1909). A fost protopop la Săliște (1909-1919). Participă la Marea Adunare Națională de la Alba Iulia din 1 decembrie 1918, fiind membru în „Marele Sfat”, iar apoi secretar general al Resortului Culte și Instrucțiune Publică din Consiliul Dirigent (1918-1920). Devine profesor de istoria modernă a românilor și de istoria Transilvaniei la Universitatea din Cluj (1919-1944). Fondator și codirector, alături de Alexandru I. Lapedatu, al Institutului de Istorie Națională din Cluj (1920-1945).
S-a remarcat ca om politic, deputat în mai multe legislaturi și ministru în cabinetul lui Octavian Goga.
Arestat la 5/6 mai 1950, a fost internat la Sighet pe timp de 24 luni, încadrat ulterior în Decizia MAI nr. 334/1951; pedeapsa a fost majorată cu 60 luni, conform Deciziei MAI nr. 559/1953. A fost eliberat prin amnistie, la 5 mai 1955.
Ioan Lupaș s-a stins din viață la 3 iulie 1967, la București. Este înmormântat la Mănăstirea Cernica.
În studiile sale, valoroase sub raport documentar, Lupaș a relevat contactul permanent, pe plan economic, social, cultural și politic, dintre Transilvania și celelalte două țări române.

## Opera

### Cărți
- Câteva pagini din trecutul comunei Săliște, schiță istorică, Sibiu, 1903
- Șovinismul confesional în istoriografia românească ardeleană, studiu critic, Sibiu, 1903
- Biserica ortodoxă din Transilvania și unirea religioasă din veacul al XVIII-lea, Budapesta, 1904
- Contribuții la istoria culturală și politică a epocii lui Șaguna, Sibiu, 1907
- Mitropolitul Andrei Șaguna. Scriere comemorativă la serbarea centenară a nașterii lui, Sibiu, 1909
- Viața unei mame credincioase: Anastasia Șaguna, Sibiu, 1912
- Misiunea episcopilor Gherasim Adamovici și Ioan Bob la Curtea din Viena în anul 1792, Sibiu, 1912
- Viața și faptele lui Andrei Șaguna, mitropolitul Transilvaniei, București, 1913
- Principele ardelean Acațiu Barciai și mitropolitul Sava Brancovici. 1658-1661, București, 1913
- Contribuțiuni la istoria românilor ardeleni. 1780-1792, București, 1915
- Episcopul Vasile Moga și profesorul Gheorghe Lazăr, București, 1915
- Din istoricul ziaristicii românești, Arad, 1916
- Luptători pentru lumină, Arad, 1916
- 12 pețitori ai episcopiei transilvane vacante de la 1796 la 1810, București, 1916
- Istoria bisericească a românilor ardeleni, Sibiu, 1918 (reeditare în 1995)
- Mitropolitul Andrei Șaguna, Sibiu, 1921
- Andrei Șaguna și conducătorii „Asociației transilvane” (1861-1922), București, 1923
- Avram Iancu (1924)
- Din activitatea ziaristică a lui Andrei Mureșanu, București, 1925
- Contribuții la istoria ziaristicii românești ardelene, Sibiu, 1926
- Lecturi din izvoarele istorice române, Cluj, 1928
- Studii, conferințe și comunicări istorice, vol. I-V, 1928-1945
- Răscoala țăranilor din Transilvania la 1784, 1934
- Răscoala țăranilor transilvani. 1437-1438, 1937
- Istoria unirii românilor, București, 1937
- Paralelism istoric, București, 1937
- Realități istorice în voivodatul Transilvaniei în secolele XII-XVI, București, 1938
- Doctorul Ioan Piuariu Molnar. Viața și opera lui, 1749-1815, București, 1939
- Emanuil Gojdu, 1802-1870. Originea și opera sa, București, 1940
- Documente istorice transilvane , Cluj, 1940
- La Transilvania nel quadro geografico e nel ritmo storico rumeno, București, 1942
- Zur Geschichte der Rumänen. Aufsätze und Vorträge, Sibiu, 1943
- O carte de istorie bisericească ilustrată, București, 1933
- Manual de istorie a românilor pentru clasa VIII-a secundară, Sibiu, 1944
- Manual de istoria Bisericii Române pentru clasa a IV-a de liceu, Craiova, 1944
- Scrieri alese, 1977
- Din istoria Transilvaniei, 1988
- Istoria unirii românilor, 1993
- Scrieri alese, I-II, 2006-2007

### Studii și articole
- „Din relațiile ceho-slovace – Șroban și Hlinka, în Biserica Ortodoxă Română, anul XL, 1921–1922, pp. 865–866;
- „Transilvania și Slovacia”, în Câmpia Libertății, anul I, nr. 3, 15-29 februarie 1944;

## Afilieri
- Membru corespondent (1914) și membru titular  al Academiei Române (din 1916)
- Președinte al secției istorice a Academiei Române (1932-1935)
- Președinte al secției istorice a Astrei